# Doina lui Lucaciu
Doina lui Lucaciu este o poezie lirică dedicată lui Vasile Lucaciu, luptător pentru drepturile naționale ale românilor din Transilvania. Pusă pe melodie a devenit unul dintre cele mai populare și însuflețite cântece de la sfârșitul secolului al XIX-lea și primul deceniu al secolului al XX-lea. În versuri rimate și pe melodie tradițională, doina lui Lucaciu i-a moblizat și solidarizat pe românii ardeleni în lupta pentru drepturi naționale.

## Versurile Doinei și ale Horei
| Doina lui Lucaciu „Cântă mierla prin păduri, of, of, of, Robu-i Lucaciu la unguri Pentru sfânta libertate De care noi n-avem parte, Pentru sfânta libertate De care noi n-avem parte. Nu fi mierlă supărată, of, of, of, Nu-i robia ne-ncetată, Vine dalba primăvară Fi-va Lucaciu liber iară, Vine dalba primăvară Fi-va Lucaciu liber iară. Nu suspina în zadar, of, of, of, Du-mi-te pân-la Sătmar, Unde-i Lucaciu la-nchisoare, Nu vede nici cer, nici soare, Unde-i Lucaciu la-nchisoare, Nu vede nici cer, nici soare. Vântul bate, frunza pică, of, of, of, Inima mi se despică, De durere și de chin Că-i Lucaciu la Seghedin, De durere și de chin Că-i Lucaciu la Seghedin. Seghedine, Seghedine, of, of, of, Dumnezeu cum te mai ține? Mureș, Tisa până când Te mai ține pe pământ? Mureș, Tisa până când Te mai ține pe pământ?” 1893, George Bocu | Hora lui Roman „Plânge mierla prin păduri, of, of, of, Robu-i Roman la unguri Pentru sfânta direptate Că noi n'avem din ea parte. Stâpânii s-au mâniat Că Roman a cuvântat Și-n dietă și-n tipar A spus chinul nost amar. Nu fi mierlă supărată, of, of, of, Nu-i robia ne-ncetată, Vine-o dalbă primăvară Fi-va Roman liber iară. Spune-i dragă păsărică, Ca să rabde fără frică; Că dacă s-a libera Noi toți l-om îmbrățoșa! Juni, bătrâni și copilițe, Împletindu-i cununițe, Toți ca prieteni l-om primi Și fierbinte l-om iubi! Fiva Roman liber iară Pentru noi în astă țară; Până-i viu nu-l părăsim, Hora lui o tot horim. Că el bine s-a luptat, Ca român înflăcărat, Pentru țară și națiune A pretins el multe bune. Sandru Roman să trăiască Și națiunea să-nflorească; Zeitatea să-i ajute, Și să-i dea putere-n lupte! Dute mierlă, spune-i, spune, Că-l așteptăm cu cunune, Cu iubire și frăție Și cu sărutări o mie. Nu fi mierlă supărată, Sboară sus la Vaț îndată; Sboară mică păsărea Colo în prinsoarea grea. Dute și te pune-ndată La fereasta încuiată, Unde Roman în prinsoare Nu vede nici cer nici soare. ... 1870, Iosif Vulcan |